# El Sol de Toluca
El Sol de Toluca es un diario mexicano fundado en la Ciudad de Toluca, Estado de México perteneciente a Organización Editorial Mexicana y anteriormente a la Organización Periodística García Valseca.